# Macrotyloma uniflorum
Macrotyloma uniflorum (Lam.) Verdc. è una pianta appartenente alla famiglia delle Fabaceae, nativa delle zone tropicali dell'Asia meridionale.

## Descrizione

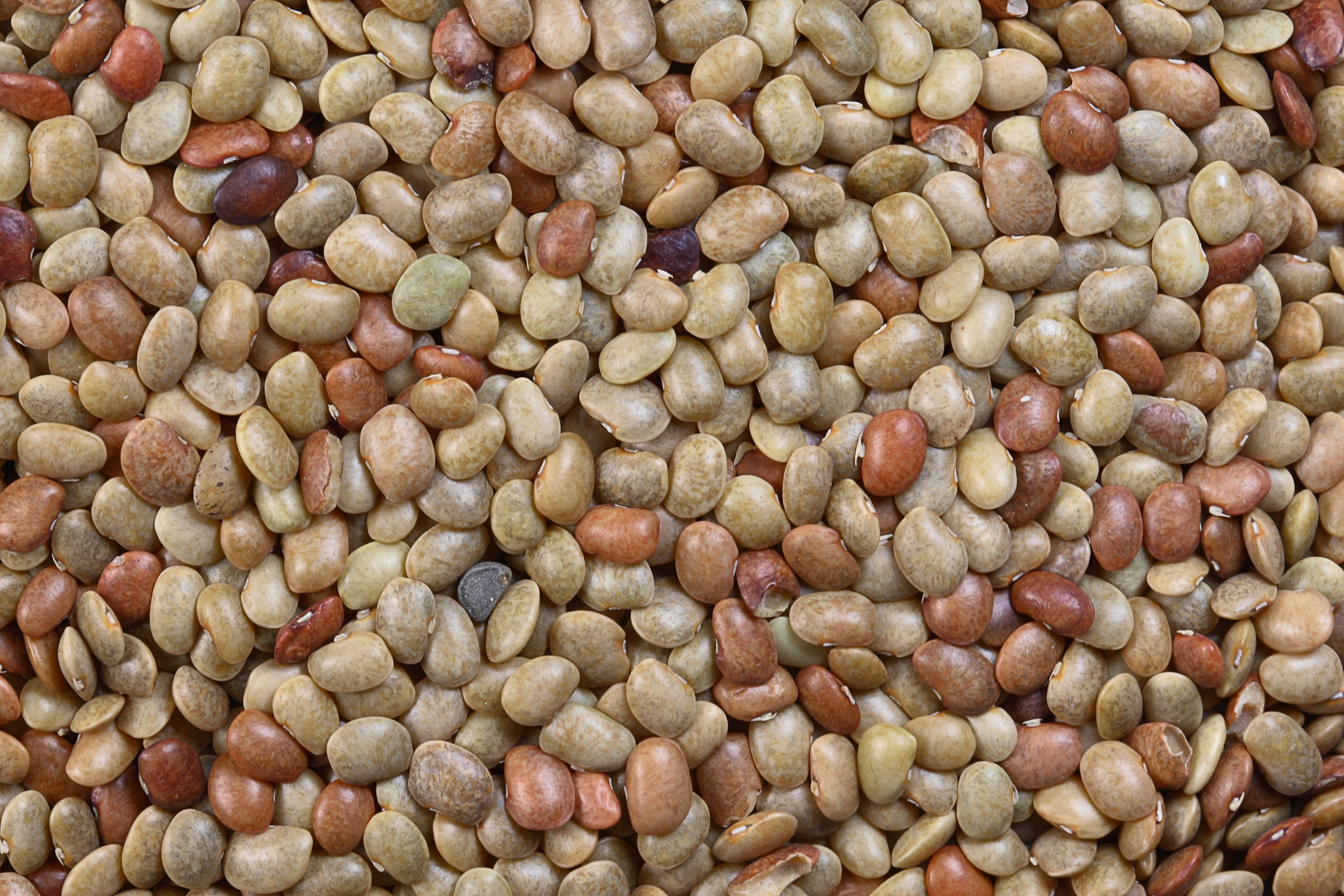
Semi di M. uniflorum

M. uniflorum è una pianta rampicante perenne con rizoma, che cresce fino a un'altezza di circa 60 cm. Ogni anno lo stelo germoglia nuovamente dal rizoma. È ricoperta da una quantità variabile di peli biancastri e porta foglie alterne, trifogliate con piccioli lunghi fino a 7 cm. Le foglioline sono obovate o ellittiche e possono arrivare fino a 7 cm di lunghezza. I fiori sono portati a gruppi di due o tre nelle ascelle delle foglie con forma tipica della famiglia delle Fabaceae. Sono di colore crema, giallastro o verde, spesso con una macchia viola all'interno. Dai fiori si sviluppano baccelli lineari-oblunghi, ricurvi verso l'alto e lunghi fino a 8 cm, contenenti fino a dieci semi rosso-marroni, maculati o neri. I semi hanno una lunghezza di 3-6 mm.

## Distribuzione
M. uniflorum è originaria dell'Asia meridionale tropicale ed è stato trovato in siti archeologici in India, a partire dal 2500 a.C. La pianta è stata probabilmente domesticata per la prima volta in India e ora viene coltivata come leguminosa dall'India al Myanmar. Inoltre, la coltura viene coltivata anche per foraggio e sovescio nei paesi tropicali del sud-est asiatico e nell'Australia settentrionale. Generalmente, le principali aree di coltivazione si trovano in India, Africa e Australia.

## Coltivazione
M. uniflorum è tollerante alla siccità e resiste anche a condizioni ambientali difficili come la salinità o lo stress da metalli. In genere, viene piantatq con bassi input agronomici e senza diserbo. Inoltre, la coltura cresce su un'ampia gamma di tipi di terreno con diversi intervalli di pH. La coltivazione è possibile anche su terreni con scarsa disponibilità di sostanza organica e di azoto. La pianta prospera dove la temperatura è compresa tra 20 e 30 °C e le gelate sono letali per questa specie. A causa della resistenza alla siccità, M. uniflorum viene coltivata in aree con scarse precipitazioni (300-900 mm). Nelle zone più umide, viene solitamente seminata alla fine della stagione delle piogge, per facilitarne comunque la coltivazione. Tuttavia, M. uniflorum non tollera il ristagno idrico.
La pianta non viene coltivata solo come monocoltura, ma anche come coltura consociata o mista con arachidi, sorgo, sesamo, niger, mais, miglio indiano, miglio perlato, amaranto, erba delle meraviglie o fagiolo rosso. Inoltre, M. uniflorum può essere coltivata insieme ad alberi come il neem, il siris bianco o il babul. Sia la resa in semi che quella in foraggio verde dipendono fortemente dalla regione di coltivazione e dal sistema di coltivazione scelto. Esistono differenze sostanziali nella resa nelle varie regioni di coltivazione: in India la resa del foraggio verde varia da 5 a 14 t/ha, mentre in Australia si attesta su circa 4,4 t/ha. La resa di semi in India è di circa 0,13 – 1,2 t/ha e 1,1 – 2,2 t/ha in Australia.

## Usi
M. uniflorum è un legume originario dell'Asia meridionale tropicale che è ampiamente utilizzato in molte cucine ed è noto per il suo sapore e la sua consistenza distintivi. È usato anche per il consumo umano, grazie al suo alto contenuto di nutrienti e alle sue note proprietà medicinali, ma viene comunemente coltivato per l'alimentazione dei cavalli. Il legume si consuma intero, germogliato o macinato.
Il contenuto nutrizionale dipende in parte dalle condizioni del terreno e dalle condizioni meteorologiche. Il sapore non molto gradevole ha portato a una consumazione non comune.
La frazione di carboidrati della farina è composta da oligosaccaridi e amidi. Gli amidi possono essere suddivisi in base alla digeribilità in quelli che possono essere digeriti e assorbiti nell'intestino tenue e quelli che vengono parzialmente fermentati nel colon dalla microflora. Questi ultimi, chiamati amidi resistenti, rappresentano il 43,4% del contenuto di carboidrati della farina di M. uniflorum. Gli oligosaccaridi come il raffinosio e lo stachiosio contribuiscono a creare difficoltà digestive. La fermentazione nel colon può spesso portare a flatulenza e diarrea, data l'alta concentrazione di amidi resistenti e oligosaccaridi.